# عقاب فرود آمده (فیلم)
عقاب فرود آمده (انگلیسی: The Eagle Has Landed) فیلمی بریتانیایی در سبک جاسوسی به کارگردانی جان استرجس است که در سال ۱۹۷۶ منتشر شد.

## خلاصه داستان
اوبرست اشتاینر، فرمانده یک گروه چترباز آلمانی، در ماموریتی پنهانی به انگلیس فرستاده می شود تا وینستون چرچیل را ربوده و به برلین ببرند...

## بازیگران
- مایکل کین
- دونالد ساترلند
- رابرت دووال
- جنی اگاتر
- دونالد پلیسنس
- آنتونی کوایلی
- جین مارش
- تریت ویلیامز
- لری هگمن
- مایکل بایرنه
- دنیس لیل